# Vincent d'Indy
Paul Marie Théodore Vincent d'Indy (27. března 1851 Paříž - 2. prosince 1931 tamtéž), francouzský hudební skladatel a pedagog.

## Biografie
Paul Marie Théodore Vincent d'Indy se narodil do vojenské royalistické rodiny katolického přesvědčení. Již od útlého mládí bral hodiny klavíru, ale aby potěšil svou rodinu, začal později studovat práva. Nakonec se však rozhodl věnovat hudbě a stal se oddaným žákem Césara Francka na Pařížské konzervatoři. Jako jeho následovník začal d'Indy obdivovat to, co považoval za standardy německého symfonismu.
Vincent d'Indy roku 1894 založil společně s Charlesem Bordenem a Alexandrem Guilmantem franckistickou konzervatoř Schola Cantorum. D´Indy zde a na Pařížské konzervatoři vyučoval až do své smrti. Ačkoliv byl d'Indy za svého života často obviňován z antisemitismu (stejně jako jeho hudební inspirace Wagner), což ho společně s jeho monarchistickým smýšlením vedlo k připojení k League de La Patrie française během Dreyfusovy aféry, přesto si získal obdiv a vážnost u kolegů se zcela opačným smýšlením, jako byli např. Camille Saint-Saëns, Claude Debussy, Pierre Monteux a Charles Munch. Mezi mnohými jeho žáky byli například Erik Satie, Bohuslav Martinů, Albert Roussel, Isaac Albéniz, Arthur Honegger, Darius Milhaud (jenž pocházel ze židovské rodiny) a Joseph Canteloube (který později napsal d'Indyho životopis).
Dnes se hraje už jen málo z d´Indyho hudby. Jeho nejznámějšími díly jsou pravděpodobně Symphonie Cévenole neboli Symphonie sur un chant montagnard français (Symfonie o francouzském horském zpěvu) pro klavír a orchestr (1886) a Istar (1896), symfonická báseň ve formě několika variací. Mezi jeho další díla patří orchestrální i komorní hudba, skladby pro klavír, písně a několik oper (včetně opery Fervaal z roku 1897). Stejně jako díla Franckova, i d'Indyho práce vykazovala silný vliv Wagnera. D'Indy dokonce navštívil premiéru jeho Prstenu Nibelungova na Bayreuthských slavnostech v roce 1876.

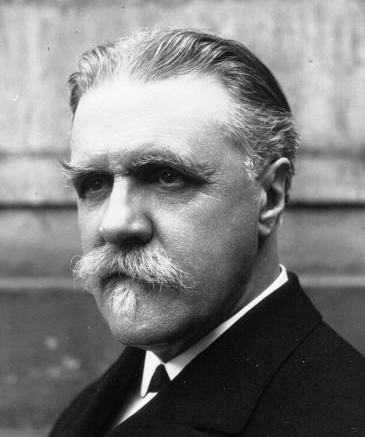
Vincent d'Indy (1851-1931)

D'Indy byl činný také jako hudební pedagog a stal se spoluautorem třísvazkové knihy Cours de composition musicale (1903) a autorem studií o Franckovi a Beethovenovi.
D'Indy zemřel roku 1931 v Paříži.

## Další literatura
- Norman Demuth, Vincent d'Indy: Champion of Classicism (London, 1951)
- Steven Huebner, Vincent d'Indy and Moral Order' and 'Fervaal': French Opera at the Fin de Siecle (Oxford, 1999), pp.301-08 and 317-50
- Vincent d'Indy (Marie d'Indy, ed.), Vincent d'Indy: Ma Vie. Journal de jeunesse. Correspondance familiale et intime, 1851-1931 (Paris, 2001). ISBN 2-84049-240-7

- James Ross, 'D’Indy’s Fervaal: Reconstructing French Identity at the Fin-de-Siècle', Music and Letters 84/2 (May 2003), pp.209-40
- Manuela Schwartz, Vincent d'Indy et son temps (Sprimont, 2006). ISBN 2-87009-888-X
- Andrew Thomson, Vincent d'Indy and his World (Oxford, 1996)
- Robert Trumble, Vincent d'Indy: His Greatness and Integrity (Melbourne, 1994)